# 烏姆勞夫巴赫河
51°48′57″N 7°43′32″E / 51.815913°N 7.725467°E
烏姆勞夫巴赫河（德語：Umlaufbach），是德國的河流，位於該國西部，處於北萊茵-威斯特法倫州，屬於韋爾瑟河的左支流，河道全長13.2公里，流域面積39.9平方公里。